# 中切町 (春日井市)
中切町（なかぎりちょう）は、愛知県春日井市にある地名。現行行政地名は中切町1丁目から中切町3丁目と中切町。

## 地理
春日井市南西部に位置し北部を下条町、東部を下津町、西部を小野町、南部を松河戸町・名古屋市守山区竜泉寺・川東山と隣接している。

### 河川
- 庄内川

### 用水
- 上条用水

## 歴史

### 地名の由来
堤防名の中切れから採られたとも、条里制の中の切りから採られたともいう。

### 沿革
- 江戸時代 - 尾張国春日井郡の尾張藩領水野代官所支配の村として所在。同郡にある別の中切村（現名古屋市北区中切町）と区別するため、上中切村・下条中切村と称すこともあった[6]。
- 1878年（明治11年） - 春日井郡中切村より同郡上中切村と改称する[1][6]。
- 1880年（明治13年） - 春日井郡より東春日井郡が成立し、同郡の所属となる[1]。
- 1889年（明治22年） - 合併により小野村の大字上中切となる[1]。
- 1906年（明治39年） - 合併により鳥居松村の大字上中切となる[1]。
- 1943年（昭和18年） - 合併により春日井市の大字上中切となる[1]。
- 1948年（昭和23年） - 大字上中切の一部をもって中切町を編成[1]。
- 1952年（昭和27年） - 大字上中切を中切町に編入[6][1]。
- 1978年（昭和53年） - 小野町・下条町と一部境界変更[6]。
- 1981年（昭和56年） - 小野町・下条町と一部境界変更[6]。
- 1982年（昭和57年） - 小野町・下条町と一部境界変更[6]。

## 世帯数と人口
2019年（平成31年）4月1日現在の世帯数と人口は以下の通りである。
| 町丁・丁目  | 世帯数  | 人口    |
| ----------- | ------- | ------- |
| 中切町      | 283世帯 | 495人   |
| 中切町1丁目 | 259世帯 | 555人   |
| 中切町2丁目 | 96世帯  | 201人   |
| 中切町3丁目 | 32世帯  | 51人    |
| 計          | 670世帯 | 1,302人 |

### 人口の変遷
国勢調査による人口の推移
| 1995年（平成7年）  | 1,186人 | [ 7 ]  |  |
| 2000年（平成12年） | 1,172人 | [ 8 ]  |  |
| 2005年（平成17年） | 1,059人 | [ 9 ]  |  |
| 2010年（平成22年） | 1,202人 | [ 10 ] |  |
| 2015年（平成27年） | 1,243人 | [ 11 ] |  |

## 学区
市立小・中学校に通う場合、学区は以下の通りとなる。また、公立高等学校に通う場合の学区は以下の通りとなる。
| 町丁・丁目  | 番・番地等 | 小学校               | 中学校               | 高等学校 |
| ----------- | ---------- | -------------------- | -------------------- | -------- |
| 中切町      | 全域       | 春日井市立小野小学校 | 春日井市立中部中学校 | 尾張学区 |
| 中切町1丁目 | 全域       | 春日井市立小野小学校 | 春日井市立中部中学校 | 尾張学区 |
| 中切町2丁目 | 全域       | 春日井市立小野小学校 | 春日井市立中部中学校 | 尾張学区 |
| 中切町3丁目 | 全域       | 春日井市立小野小学校 | 春日井市立中部中学校 | 尾張学区 |

## 交通
当町域内に鉄道・バスはない。

### 道路
- 愛知県道30号関田名古屋線

## 施設
- 曹洞宗長全寺（北緯35度13分33.5秒 東経136度58分26.4秒 / 北緯35.225972度 東経136.974000度）
- 八幡神社（北緯35度13分33.2秒 東経136度58分29.6秒 / 北緯35.225889度 東経136.974889度）
- 春日井中切郵便局（北緯35度13分36.2秒 東経136度58分15.6秒 / 北緯35.226722度 東経136.971000度）
- 愛知県立春日井高等特別支援学校（北緯35度13分34.4秒 東経136度58分22秒 / 北緯35.226222度 東経136.97278度）

## その他

### 日本郵便
- 郵便番号 : 486-0925[4]（集配局：春日井郵便局[14]）。